# Bones (stúdió)
A Bones (株式会社 ボンズ; Kabusikigaisa Bonzu) egy japán animestúdió. Számos sorozat fűződik a nevéhez, mint a RahXephon, a Wolf’s Rain, a Scrapped Princess, az Eureka Seven, az Angelic Layer, a Darker than Black, a Soul Eater, a Óran Kókó Host Club, a Fullmetal Alchemist manga két animeadaptációja, a Star Driver: Kagajaki no Takuto és a Gosick. Székhelye Igusában, Tokió Szuginami kerületében található.

## Története
A Bones stúdiót Minami Maszahiko, Ószaka Hirosi és Kavamoto Tosihiro, a Sunrise animestúdió munkatársai alapították 1998 októberében. Első munkájuk a Cowboy Bebop: A film mozifilm volt, amely a Cowboy Bebop animesorozat alapján készült.
2007. szeptember 24-én rákban elhunyt Ószaka Hirosi. Munkássága főként a Mobile Suit Victory Gundam, a Mobile Fighter G Gundam és a Kenran Butószai sorozatok karaktertervezése után vált ismertté. Ószaka elvesztése után két új rendezővel bővül a stáb Vatanabe Makoto és Komori Takahiro személyében. Komori Takahiro karaktertervezői és animátori munkássága után ismert, eddig többek között az Angelic Layer, a Scrapped Princess és a Darker than Black animesorozatokon dolgozott.

## Munkáik

### Televíziós animesorozatok
- Karakuri kiden Hió szenki (2000–2001)
- Angelic Layer (2001)
- RahXephon (2002)
- Wolf’s Rain (2003)
- Scrapped Princess (2003)
- Fullmetal Alchemist (2003–2004)
- Kenran Butószai (2004)
- Kurau Phantom Memory (2004)
- Eureka Seven (2005–2006)
- Óran Kókó Host Club (2006)
- Dzsjú ó szei (2006)
- Ayakashi Ayashi – Különös történetek a Tenpou-korból (2006–2007)
- Darker than Black (2007)
- Skull Man (2007)
- Soul Eater (2008–2009)
- Nidzsú menszó no muszume (2008, koprodukcióban a Telecom Animation Filmmel)
- Fullmetal Alchemist: Testvériség (2009–2010)
- Tokyo Magnitude 8.0 (2009, koprodukcióban a Kinema Citrusszal)
- Darker than Black: Rjúszei no Gemini (2009)
- Heroman (2010)
- Star Driver: Kagajaki no Takuto (2010–2011)
- Gosick (2011)
- No. 6 (2011)
- Un-Go (2011)
- Eureka Seven: AO (2012)
- Zecuen no Tempest (2012)
- Tenkai Knights (2013)
- Space Dandy (2014)
- Noragami (2014)
- Hicugi no Chaika (2014)
- Captain Earth (2014)
- Soul Eater Not! (2014)
- Hicugi hime no Chaika (2014)
- Space Dandy II (2014)
- Hicugi hime no Chaika: Avenging Battle (2014)
- Kekkai szenszen (2015)
- Show by Rock!! (2015)
- Akagami no Sirajukihime (2015–2016)
- Noragami aragoto (2015)
- Concrete Revolutio (2015–2016)
- Bungó Stray Dogs (2016)
- Boku no Hero Academia (2016)
- Show by Rock!!# (2016)
- Mob Psycho 100 (2016)

### OVA
- Fullmetal Alchemist: Premium Collection (2006)
- Ayakashi Ayashi – Különös történetek a Tenpou-korból (2007)
- Darker than Black: Beneath the Fully Bloomed Cherry Blossoms (2008)
- Fullmetal Alchemist: Testvériség (2009–2010)
- Prototype (Halo Legends része) (2010)
- Darker than Black - Kuro no keijakusa: Gaiden (2010)
- Eureka Seven AO: The Flowers of Jungfrau (2012)
- Noragami (2014)
- Hicugi no Chaika (2015)
- Noragami aragoto (2015–2016)
- Akagami no Sirajukihime (2016)

### Web anime
- Xam’d: Lost Memories (PlayStation Network, 2008–2009)

### Mozifilmek
- Escaflowne (2000. június, koprodukcióban a Sunrise-zal)
- Cowboy Bebop: A film (2001. szeptember 1., koprodukcióban a Sunrise-zal)
- Pia Carrot e jókoszo!! - Szajaka no koi monogatari - (2002. október 19., asszisztensi segédlet az I-Move számára)
- RahXephon Tagen Henszókjoku (2003. április 19.)
- Fullmetal Alchemist: Shamballa hódítója (2005. július 23.)
- Sword of the Stranger (2007. szeptember 29.)
- Eureka Seven: Pocket ga nidzsi de ippai (2009. április 25., a gyártási folyamatot a Kinema Citrus irányította)
- Towa no Quon sorozat (2011. június 18. – 2011. november 26.)
- Fullmetal Alchemist: Milos szent csillaga (2011. július 2.)
- Star Driver: The Movie (2013. február 9.)

### Videojátékok
- Rahxephon Szókjú Genszokjoku (Bandai, 2003. augusztus 7.)
- Eureka Seven vol. 1: New Wave (Bandai, 2005. október 27.)
- Eureka Seven vol. 2: The New Vision (Bandai, 2006. május 11.)
- Code of Princess (Agatsuma Entertainment, 2012. április 19.)
- Conception: Ore no kodomo vo undekure! (Spike, 2012. április 26.)
- Kaito Sódzso (a Guild01 része) (Level-5, 2012. május 31.)
- Sol Trigger (Imageepoch, 2012. október 4.)
- Professor Layton vs. Phoenix Wright: Ace Attorney (Capcom/Level-5, 2012. november 29.)
- Phoenix Wright: Ace Attorney - Dual Destinies (Capcom, 2013. július 25.)
- Persona 4: Dancing All Night (Atlus, 2015. június 25.)

## Fordítás
Ez a szócikk részben vagy egészben  a   Bones (studio) című angol Wikipédia-szócikk ezen változatának fordításán alapul.  Az eredeti cikk szerkesztőit annak laptörténete sorolja fel. Ez a jelzés csupán a megfogalmazás eredetét és a szerzői jogokat jelzi, nem szolgál a cikkben szereplő információk forrásmegjelöléseként.